# Teleoceras
Teleoceras es un género extinto de rinocerontes que vivieron en Norteamérica durante el período Mioceno hasta el comienzo del Plioceno, hace 5,3 millones de años. Podía llegar a tener el tamaño de los actuales rinocerontes blancos.
Teleoceras, de hábitos semiacuáticos, tenía el aspecto similar a los modernos hipopótamos, con patas cortas y tórax ancho. Poseía un único y pequeño cuerno sobre el hocico.

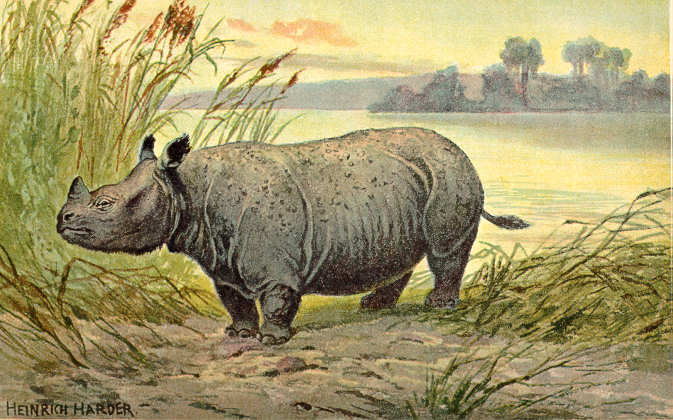
Reconstrucción

"Teleoceras" es el fósil más común en las camas fósiles caída de ceniza de Nebraska . De hecho, sus restos fueron tan numerosos y concentrados que el edificio que alberga la mayor concentración de fósiles de Ashfall se llama "Granero de Rinoceronte". La mayoría de los esqueletos se conservan en un estado casi completo. Un espécimen extraordinario incluye los restos de un ternero teleoceras tratando de mamar de su madre.

## Especies
- Teleoceras americanum †[5]
- Teleoceras brachyrhinum †
- Teleoceras hicksi †
- Teleoceras fossiger †
- Teleoceras guymonenese †
- Teleoceras major †
- Teleoceras medicornutum †
- Teleoceras meridianum †
- Teleoceras proterum †